# Station Halloy
Het station Halloy is een spoorweghalte langs lijn 128 in de stad Ciney.
Hoewel spoorlijnen 128 en 162 tussen Braibant en Ciney parallel lopen, heeft de halte Halloy enkel een perron langs lijn 128.
Waar nu de spoorlijn ligt, stond vroeger de kapel van Halloy. Onder dwang van een boete, werd de kapel in 1895 steen per steen afgebroken en iets verder terug opgebouwd.
0,0: Ciney ·
1,9: Halloy ·
3,5: Braibant ·
6,1: Sovet ·
6,9: Senenne ·
8,8: Spontin ·
9,8: Spontin-Sources ·
11,6: Dorinne-Durnal ·
14,2: Purnode ·
16,0: Évrehailles-Bauche ·
18,5: Yvoir-Carrière ·
20,7: Yvoir